# Krähhof (Thanstein)
Krähhof ist ein Ortsteil der Gemeinde Thanstein im Oberpfälzer Landkreis Schwandorf in Bayern.

## Geographische Lage
Krähhof liegt ungefähr fünf Kilometer nördlich von Thanstein und etwa zwei Kilometer westlich der Bundesstraße 22.

## Geschichte
Krähhof wurde 1833 neu erbaut.
Zum Stichtag 23. März 1913 (Osterfest) wurde Krähhof als Teil der Expositur Kulz der Pfarrei Dieterskirchen mit einem Haus und 6 Einwohnern aufgeführt.
1964 war Kulz eine eigenständige Gemeinde mit den Orten Kulz, Kiesenberg, Krähhof, Neudeck und Ziegelhütte.
1978 wurde Krähhof als Ortsteil der Gemeinde Kulz in die Gemeinde Thanstein eingegliedert.
Am 31. Dezember 1990 hatte Krähhof 6 Einwohner und gehörte zur Expositur Kulz der Pfarrei Dieterskirchen.
Es fand jedes Jahr an einem Bitttag ein Bittgang von Kulz nach Krähhof statt.

## Wirtschaft und Handel

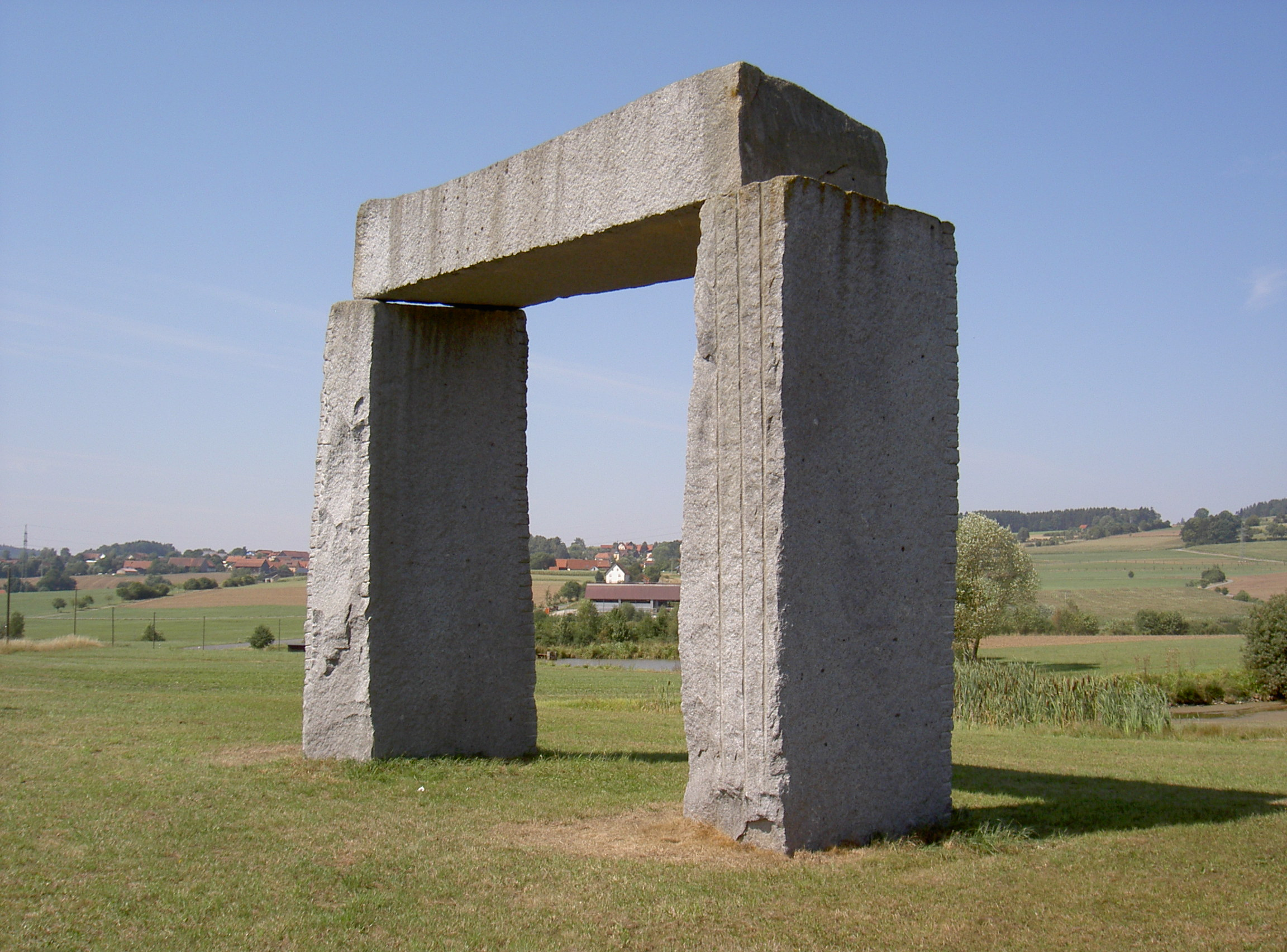
Kulzer Stonehenge

Zu Beginn des 20. Jahrhunderts entstand in Krähhof ein Steinmetzbetrieb, der zunächst im Wald gefundene Findlinge bearbeitete und daraus Pflastersteine, Grenzsteine, Grabsteine und Viehtröge herstellte. Der Steinmetzbetrieb besteht heute noch als modernes Granit- und Natursteinwerk „Herrmann Granit und Naturstein GmbH“, das bei Thanstein Granit abbaut und bearbeitet. Dieser Steinmetzbetrieb lieferte im Jahr 1994 die drei großen, 40 Tonnen schweren Granitblöcke, aus denen mit Hilfe des Neunburger THW und der Kulzer Bevölkerung am 22. und 23. Oktober 1994 das „Kulzer Stonehenge“ zwischen Krähhof und Kulz aufgebaut wurde. Die Aktion wurde in einer Fernsehdokumentation gefilmt. Das Anliegen war zu zeigen, dass es möglich ist, solche monumentalen Gebilde ohne die Hilfe moderner Maschinen zu errichten.